# Gabriel Rojas (cyclisme)
Pour le footballeur argentin, voir Gabriel Rojas. Pour les articles homonymes, voir Rojas.
Rojas  Campos est un nom espagnol. Le premier nom de famille, en général paternel, est Rojas ; le second, en général maternel, souvent omis, est Campos.
Gabriel Francisco Rojas Campos, né le 9 février 2000 à Alajuela, est un coureur cycliste costaricien. 

## Biographie
En 2019, il décide de rejoindre l'équipe continentale américaine Aevolo, qui forme des cyclistes espoirs (moins de 23 ans). Au mois d'avril, il termine cinquième des championnats d'Amérique centrale au Nicaragua, et remporte à cette occasion la médaille d'argent dans la catégorie espoirs. En juin, il devient champion du Costa Rica du contre-la-montre espoirs.
Pour 2021, il signe avec le club espagnol Escribano Sport,

## Palmarès et résultats

### Par année
- 2019
  -  Champion du Costa Rica du contre-la-montre espoirs
  -  Médaillé d'argent du championnat d'Amérique centrale sur route espoirs
- 2020
  -  Champion d'Amérique centrale du contre-la-montre espoirs[6]
  - 2e de la Vuelta a Chiriquí
  - 3e du championnat du Costa Rica du critérium
- 2021
  -  Médaillé d'or de la course en ligne des Jeux panaméricains de la jeunesse
- 2022
  -  Champion d'Amérique centrale sur route espoirs[7]
  - Tour du Portugal de l'Avenir :
    - Classement général
    - 3e étape

  - Vuelta del Porvenir :
    - Classement général
    - 1re étape

  - Giro de Rigo
  -  Médaillé d'argent du championnat d'Amérique Centrale du contre-la-montre espoirs
- 2023
  -  Champion du Costa Rica du contre-la-montre par équipes[8]
  - Gran Fondo Andrey Amador
  - Tour de San Carlos
  - 10e étape du Tour du Costa Rica
  -  Médaillé d'argent du championnat d'Amérique Centrale sur route
  -  Médaillé de bronze du championnat d'Amérique centrale du contre-la-montre
- 2024
  - Tour du Panama : 
    - Classement général
    - 3e étape

  - 6e étape du Tour du Costa Rica (contre-la-montre)
  - 2e de la Vuelta a Chiriquí
- 2025
  -  Champion d'Amérique centrale du contre-la-montre par équipes
  -  Champion du Costa Rica sur route
  - 3e du Tour du Panama

### Classements mondiaux
| Année                                 | 2019 | 2020 | 2021 | 2022  | 2023 |
| ------------------------------------- | ---- | ---- | ---- | ----- | ---- |
| Classement mondial                    | 924e | nc   | 778e | 1307e | 909e |
| UCI America Tour                      | 112e | nc   | 90e  | 171e  | nc   |
|                                       |      |      |      |       |      |
| Légende : nc = non classéSource : UCI |      |      |      |       |      |